# Giro di Polonia 2023
Il Giro di Polonia 2023, ottantesima edizione della corsa e valido come ventisettesima prova dell'UCI World Tour 2023 categoria 2.UWT, si svolse in sette tappe dal 29 luglio al 4 agosto 2023 su un percorso di 1 130,5 km, con partenza da Poznań e arrivo a Cracovia, in Polonia. La vittoria fu appannaggio dello sloveno Matej Mohorič, il quale completò il percorso in 26h17'48", alla media di 47,889 km/h, precedendo il portoghese João Almeida ed il polacco Michał Kwiatkowski.

## Tappe
| Tappa  | Data      | Percorso                                | km     | Vincitore di tappa  | Leader cl. generale |
| ------ | --------- | --------------------------------------- | ------ | ------------------- | ------------------- |
| 1ª     | 29 luglio | Poznań > Poznań                         | 183,7  | Tim Merlier         | Tim Merlier         |
| 2ª     | 30 luglio | Leszno > Karpacz                        | 202,9  | Matej Mohorič       | Matej Mohorič       |
| 3ª     | 31 luglio | Wałbrzych > Duszniki-Zdrój              | 163,3  | Rafał Majka         | Matej Mohorič       |
| 4ª     | 1º agosto | Strzelin > Opole                        | 198,6  | Olav Kooij          | Matej Mohorič       |
| 5ª     | 2 agosto  | Pszczyna > Bielsko-Biała                | 198,8  | Marijn van den Berg | Matej Mohorič       |
| 6ª     | 3 agosto  | Katowice > Katowice (cron. individuale) | 16,6   | Mattia Cattaneo     | Matej Mohorič       |
| 7ª     | 4 agosto  | Zabrze > Cracovia                       | 166,6  | Tim Merlier         | Matej Mohorič       |
| Totale | Totale    | Totale                                  | 1130,5 |                     |                     |

## Squadre e corridori partecipanti
| N.      | Cod. | Squadra                  |
| ------- | ---- | ------------------------ |
| 1-7     | IGD  | Ineos Grenadiers         |
| 11-17   | ACT  | AG2R Citroën Team        |
| 21-27   | ADC  | Alpecin-Deceuninck       |
| 31-37   | AQT  | Astana Qazaqstan Team    |
| 41-47   | TBV  | Bahrain Victorious       |
| 51-57   | BOH  | Bora-Hansgrohe           |
| 61-67   | COF  | Cofidis                  |
| 71-77   | EFE  | EF Education-EasyPost    |
| 81-87   | GFC  | Groupama-FDJ             |
| 91-97   | ICW  | Intermarché-Circus-Wanty |
| 101-107 | TJV  | Jumbo-Visma              |
| 111-117 | LTK  | Lidl-Trek                |

| N.      | Cod. | Squadra                |
| ------- | ---- | ---------------------- |
| 121-127 | MOV  | Movistar Team          |
| 131-137 | SOQ  | Soudal Quick-Step      |
| 141-148 | LTD  | Lotto Dstny            |
| 151-157 | ARK  | Team Arkéa-Samsic      |
| 161-167 | DSM  | Team DSM-Firmenich     |
| 171-177 | JAY  | Team Jayco AlUla       |
| 181-187 | UAD  | UAE Team Emirates      |
| 191-197 | HPM  | Human Powered Health   |
| 201-207 | Q36  | Q36.5 Pro Cycling Team |
| 211-217 | TNN  | Team Novo Nordisk      |
| 221-227 | TUD  | Tudor Pro Cycling Team |
| 231-237 | POL  | Polonia                |

## Dettagli delle tappe

### 1ª tappa
- 29 luglio: Poznań > Poznań – 183,7 km

Risultati
| Pos. | Corridore        | Squadra  | Tempo    |
| ---- | ---------------- | -------- | -------- |
| 1    | Tim Merlier      | Soudal   | 4h10'18" |
| 2    | Olav Kooij       | Jumbo    | s.t.     |
| 3    | Fernando Gaviria | Movistar | s.t.     |

| Pos. | Corridore        | Squadra  | Tempo    |
| ---- | ---------------- | -------- | -------- |
| 1    | Tim Merlier      | Soudal   | 4h10'18" |
| 2    | Olav Kooij       | Jumbo    | a 4"     |
| 3    | Fernando Gaviria | Movistar | a 6"     |

### 2ª tappa
- 30 luglio: Leszno > Karpacz – 202,9 km

Risultati
| Pos. | Corridore          | Squadra | Tempo    |
| ---- | ------------------ | ------- | -------- |
| 1    | Matej Mohorič      | Bahrain | 4h56'59" |
| 2    | João Almeida       | UAE     | s.t.     |
| 3    | Michał Kwiatkowski | Ineos   | a 4"     |

| Pos. | Corridore          | Squadra | Tempo    |
| ---- | ------------------ | ------- | -------- |
| 1    | Matej Mohorič      | Bahrain | 9h07'07" |
| 2    | João Almeida       | UAE     | a 4"     |
| 3    | Michał Kwiatkowski | Ineos   | a 10"    |

### 3ª tappa
- 31 luglio: Wałbrzych > Duszniki-Zdrój – 163,3 km

Risultati
| Pos. | Corridore          | Squadra | Tempo    |
| ---- | ------------------ | ------- | -------- |
| 1    | Rafał Majka        | UAE     | 4h07'55" |
| 2    | Matej Mohorič      | Bahrain | s.t.     |
| 3    | Michał Kwiatkowski | Ineos   | s.t.     |

| Pos. | Corridore     | Squadra | Tempo     |
| ---- | ------------- | ------- | --------- |
| 1    | Matej Mohorič | Bahrain | 13h14'56" |
| 2    | Rafał Majka   | UAE     | a 10"     |
| 3    | João Almeida  | UAE     | s.t.      |

### 4ª tappa
- 1º agosto: Strzelin > Opole – 198,6 km

Risultati
| Pos. | Corridore           | Squadra | Tempo    |
| ---- | ------------------- | ------- | -------- |
| 1    | Olav Kooij          | Jumbo   | 4h23'15" |
| 2    | Marijn van den Berg | EF      | s.t.     |
| 3    | Matteo Moschetti    | Q36.5   | s.t.     |

| Pos. | Corridore     | Squadra | Tempo     |
| ---- | ------------- | ------- | --------- |
| 1    | Matej Mohorič | Bahrain | 17h38'11" |
| 2    | João Almeida  | UAE     | a 10"     |
| 3    | Rafał Majka   | UAE     | s.t.      |

### 5ª tappa
- 2 agosto: Pszczyna > Bielsko-Biała – 198,8 km

Risultati
| Pos. | Corridore           | Squadra | Tempo    |
| ---- | ------------------- | ------- | -------- |
| 1    | Marijn van den Berg | EF      | 4h51'27" |
| 2    | Matej Mohorič       | Bahrain | s.t.     |
| 3    | João Almeida        | UAE     | s.t.     |

| Pos. | Corridore     | Squadra | Tempo     |
| ---- | ------------- | ------- | --------- |
| 1    | Matej Mohorič | Bahrain | 22h29'32" |
| 2    | João Almeida  | UAE     | a 12"     |
| 3    | Rafał Majka   | UAE     | a 16"     |

### 6ª tappa
- 3 agosto: Katowice > Katowice - Cronometro individuale - 16,6 km

Risultati
| Pos. | Corridore       | Squadra | Tempo  |
| ---- | --------------- | ------- | ------ |
| 1    | Mattia Cattaneo | Soudal  | 19'10" |
| 2    | João Almeida    | UAE     | a 13"  |
| 3    | Geraint Thomas  | Ineos   | a 14"  |

| Pos. | Corridore          | Squadra | Tempo     |
| ---- | ------------------ | ------- | --------- |
| 1    | Matej Mohorič      | Bahrain | 22h49'07" |
| 2    | João Almeida       | UAE     | s.t.      |
| 3    | Michał Kwiatkowski | Ineos   | a 14"     |

### 7ª tappa
- 4 agosto: Zabrze > Cracovia - 166,6 km

Risultati
| Pos. | Corridore        | Squadra  | Tempo    |
| ---- | ---------------- | -------- | -------- |
| 1    | Tim Merlier      | Soudal   | 3h28'44" |
| 2    | Arvid de Kleijn  | Tudor    | s.t.     |
| 3    | Fernando Gaviria | Movistar | a 14"    |

| Pos. | Corridore          | Squadra | Tempo     |
| ---- | ------------------ | ------- | --------- |
| 1    | Matej Mohorič      | Bahrain | 26h17'48" |
| 2    | João Almeida       | UAE     | a 1"      |
| 3    | Michał Kwiatkowski | Ineos   | a 17"     |

## Evoluzione delle classifiche
| Tappa              | Vincitore           | Classifica generale Maglia gialla | Classifica a punti Maglia bianca | Classifica scalatori Maglia blu a pois | Classifica combattività Maglia blu | Classifica a squadre |
| ------------------ | ------------------- | --------------------------------- | -------------------------------- | -------------------------------------- | ---------------------------------- | -------------------- |
| 1ª                 | Tim Merlier         | Tim Merlier                       | Tim Merlier                      | Norbert Banaszek                       | Patryk Stosz                       | Jumbo-Visma          |
| 2ª                 | Matej Mohorič       | Matej Mohorič                     | Matej Mohorič                    | Lucas Hamilton                         | Patryk Stosz                       | UAE Team Emirates    |
| 3ª                 | Rafał Majka         | Matej Mohorič                     | Matej Mohorič                    | Jacopo Mosca                           | Patryk Stosz                       | UAE Team Emirates    |
| 4ª                 | Olav Kooij          | Matej Mohorič                     | Matej Mohorič                    | Jacopo Mosca                           | Patryk Stosz                       | UAE Team Emirates    |
| 5ª                 | Marijn van den Berg | Matej Mohorič                     | Matej Mohorič                    | Markus Hoelgaard                       | Patryk Stosz                       | UAE Team Emirates    |
| 6ª                 | Mattia Cattaneo     | Matej Mohorič                     | Matej Mohorič                    | Markus Hoelgaard                       | Patryk Stosz                       | UAE Team Emirates    |
| 7ª                 | Tim Merlier         | Matej Mohorič                     | Matej Mohorič                    | Markus Hoelgaard                       | Patryk Stosz                       | UAE Team Emirates    |
| Classifiche finali | Classifiche finali  | Matej Mohorič                     | Matej Mohorič                    | Markus Hoelgaard                       | Patryk Stosz                       | UAE Team Emirates    |

Maglie indossate da altri ciclisti in caso di due o più maglie vinte
- Nella 2ª tappa Olav Kooij ha indossato la maglia bianca al posto di Tim Merlier.
- Nella 3ª tappa Tim Merlier ha indossato la maglia bianca al posto di Matej Mohorič.
- Nella 4ª tappa Michał Kwiatkowski ha indossato la maglia bianca al posto di Matej Mohorič.
- Nella 5ª tappa Olav Kooij ha indossato la maglia bianca al posto di Matej Mohorič.
- Nella 6ª tappa Marijn van den Berg ha indossato la maglia bianca al posto di Matej Mohorič.
- Nella 7ª tappa João Almeida ha indossato la maglia bianca al posto di Matej Mohorič.

## Classifiche finali

### Classifica generale - Maglia gialla
| Pos. | Corridore           | Squadra | Tempo     |
| ---- | ------------------- | ------- | --------- |
| 1    | Matej Mohorič       | Bahrain | 26h17'48" |
| 2    | João Almeida        | UAE     | a 1"      |
| 3    | Michał Kwiatkowski  | Ineos   | a 17"     |
| 4    | Ilan Van Wilder     | Soudal  | a 22"     |
| 5    | Mattia Cattaneo     | Soudal  | a 41"     |
| 6    | Brandon McNulty     | UAE     | a 42"     |
| 7    | Eddie Dunbar        | Jayco   | a 55"     |
| 8    | Rafał Majka         | UAE     | a 58"     |
| 9    | Samuele Battistella | Astana  | a 1'00"   |
| 10   | Oscar Onley         | DSM     | a 1'07"   |

### Classifica a punti - Maglia bianca
| Pos. | Corridore           | Squadra | Punti |
| ---- | ------------------- | ------- | ----- |
| 1    | Matej Mohorič       | Bahrain | 68    |
| 2    | João Almeida        | UAE     | 68    |
| 3    | Michał Kwiatkowski  | Ineos   | 66    |
| 4    | Marijn van den Berg | EF      | 61    |
| 5    | Tim Merlier         | Soudal  | 54    |

### Classifica scalatori - Maglia blu a pois
| Pos. | Corridore          | Squadra | Punti |
| ---- | ------------------ | ------- | ----- |
| 1    | Markus Hoelgaard   | Lidl    | 25    |
| 2    | Jacopo Mosca       | Lidl    | 18    |
| 3    | Thomas De Gendt    | Lotto   | 17    |
| 4    | Bert Van Lerberghe | Soudal  | 8     |
| 5    | T. Lund Andresen   | DSM     | 6     |

### Classifica combattività - Maglia blu
| Pos. | Corridore          | Squadra | Punti |
| ---- | ------------------ | ------- | ----- |
| 1    | Patryk Stosz       | Polonia | 18    |
| 2    | Bert Van Lerberghe | Soudal  | 6     |
| 3    | S. Schönberger     | Human   | 6     |
| 4    | Filippo Ridolfo    | Novo    | 6     |
| 5    | Markus Hoelgaard   | Lidl    | 5     |

### Classifica a squadre
| Pos. | Squadra           | Tempo     |
| ---- | ----------------- | --------- |
| 1    | UAE Team Emirates | 78h54'32" |
| 2    | Soudal Quick-Step | a 1'33"   |
| 3    | Ineos Grenadiers  | a 5'43"   |
| 4    | AG2R Citroën Team | a 5'45"   |
| 5    | Team Jayco AlUla  | a 6'29"   |